# Houlton (Maine)
Houlton – miasto (town), ośrodek administracyjny hrabstwa Aroostook, we wschodniej części stanu Maine, w Stanach Zjednoczonych, położone nad rzeką Meduxnekeag, przy granicy kanadyjskiej. W 2010 roku miasto liczyło 6123 mieszkańców.
Pierwsi osadnicy przybyli tu w 1805 roku. Jednym z nich był Joseph Houlton, którego imieniem nazwano osadę. Formalne założenie miejscowości, która rozwinęła się jako ośrodek produkcji drewna, nastąpiło w 1831 roku. W latach 1828–1847 znajdował się tutaj garnizon armii amerykańskiej, który brał udział w bezkrwawej wojnie o Aroostook.
Lokalna gospodarka w dużej mierze opiera się na rolnictwie (uprawa ziemniaków, hodowla bydła) oraz przemyśle drzewnym.
W mieście znajduje się północny skraj autostrady międzystanowej nr 95.